# أحلام البنات (فلم)
أحلام البنات هو فيلم مصري عرض عام 1959، بطولة برلنتي عبد الحميد وشكري سرحان وعبد السلام النابلسي وزيزي البدراوي ومها صبري ورشدي أباظة، ومن إخراج يوسف معلوف.

## قصة الفيلم
تتركز أحداث الفيلم حول ثلاثة فتيات يشتركن في العمل والمعيشة، وكل واحدة منهن لديها حلم مهيمن على تفكيرها؛ حيث تحلم (ثرية) طوال الوقت بالثراء، أما (أحلام) فتحاول أن تحقق طموحاتها الفنية، بينما تفتش (هدى) عن الحب والاستقرار، وتسلك كل من الفتيات الثلاثة مسارات حياتية مختلفة في محاولاتهن المستمرة لتحقيق هذه الأحلام.

## طاقم التمثيل
- برلنتي عبد الحميد: (درية)
- شكري سرحان: (أحمد)
- عبد السلام النابلسي: (منير)
- زيزي البدراوي: (هدى)
- مها صبري: (ناهد)
- رشدي أباظة: (كمال)
- عمر الحريري: (ممدوح)
- ماري منيب: (نرجس)
- حسن فايق: (السيد فايق)
- حسين رياض: (سامي - والد أحمد)
- ماري عز الدين
- نادية عزت: (فتحية)
- محمود لطفي: (ساعي بالمحل)
- عبد الحليم القلعاوي
- عبد المنعم بسيوني
- حسن توفيق
- ناهد سمير
- حسن طاهر
- ألبير رياض
- امتثال زكي: (راقصة)
- ليلى ولالا: (راقصات)
- زينب حسن: (راقصة)

## فريق العمل
- إخراج: يوسف معلوف
- تأليف: عبد العزيز سلام
- مدير التصوير: مصطفى حسن
- مونتاج: ألبير نجيب
- إنتاج: نحّاس فيلم
- توزيع: أفلام إدوار خياط